# Crash: Guerra al Coco-Maníaco
Crash: Guerra al Coco-Maníaco (en inglés Crash: Mind Over Mutant) es un videojuego de plataformas desarrollado por Radical Entertainment y publicado por Activision. Salió a la venta el 14 de octubre de 2008 en Latinoamérica y el 31 de octubre del mismo año en España. Es el segundo videojuego de Crash que no sale en Japón.  Este recibió críticas positivas en las versiones de PlayStation 2 y Wii, críticas mixtas en la versión de Xbox 360 y negativas en la versión de Nintendo DS.

## Historia
Ha pasado 1 año después de Crash of the Titans. El doctor Neo Cortex junto con el doctor Nitrus Brio, al igual que en Crash of the Titans, crean un nuevo aparato para transformar a las criaturas en poderosas fieras al cual nombraron NUV (posiblemente Neo Ultimate Visión). Estos intervienen en un anuncio para engañar a los espectadores (especialmente a Crash, Coco y Crunch) mostrando falsamente que el aparato sirve para múltiples tareas beneficiosas. 
Este aparato aparece en casa de Crash, Coco y Crunch. Luego Coco y Crunch ansiosos se los colocan y quedan esclavizados por el uso del NUV (esto es una parodia de los dispositivos móviles como Blackberry). Sin embargo, Crash no podía usar su NUV, ya que por alguna extraña razón el aparato lo electrocutaba (esto puede ser debido a que Crash es aprueba de Control mental). En ese mismo momento aparece un holograma de N.Gin y ordena a los Retenidos atacar a los Bandicoots. Después de vencerlos, Crash y Aku-aku deciden buscar a N. Gin y lo encuentran en su guarida secreta, afirmando que fue olvidado por Neo Cortex, pero que lo apoyaba para que al vencer, lo nombrara rey de la Isla Wumpa. 
Desde el telescopio de la guarida de N. Gin, Crash y Aku-Aku observan como el NUV transforma a Coco y a Crunch en mutantes. Crash debe rescatarlos y ahí es donde encuentra a Coco mutante en compañía de Ratcicles (que si los dominas te ayudarán a vencerla). Después de quitarle el NUV, Coco vuelve a su estado normal, extrañada, sin saber qué pasó y Aku-Aku le cuenta todo, explicándole que Crunch sigue bajo el efecto del NUV. 
Coco decide utilizar el ojo del Exterminador y descubre un video en el Blog de Córtex, en el que anuncia su reconciliación con N. Brio, presenta el NUV. Sin embargo, Cortex traiciona a Uka-Uka, quien será utilizado como fuente de mojo malo para los NUV (esto puede ser por venganza, después de lo que Córtex tuvo que pasar en Crash of the Titans). Coco afirma que Nina Cortex habría de saber sobre esto y quizá les ayudaría. Así que Crash va en su búsqueda a la escuela pública de Maldad de Neo Cortex (nota: a partir de aquí, Coco será jugable, solo en la versión de Xbox 360 y Wii como el segundo jugador).
El camino hacia la escuela necesita un titán que ruede. Entonces un Racicle pequeño te aconsejará ir al desierto, donde encontrarás ese titán y unos púas (nuevos titanes) que deberás derrotar para defender una isla pequeña. Al salir encontrarás a un lado una puerta que posteriormente deberás abrir con una llave. Cuando regreses los rino rodantes habrán reparado el camino y podrás avanzar normalmente ya que tienes al rinorodante. Deberás llevarlo al Reino Ratarambano para abrir las puertas a la escuela de Maldad, sin antes ir por su camino, terminando la prisión estarás en la escuela, donde se ve que a Nina no le fue bien. 
Aku Aku y Crash encuentran a Nina trabajando en un proyecto escolar para la Feria de Maldad. No son muy bien recibidos por ella, ya que Nina los culpa de arruinarle la vida tras los sucesos de Crash of the Titans. Nina les ofrece ayuda a cambio de que protejan su proyecto escolar. Cuando lo logran, ella les revela que Córtex se ha vuelto a aliar con N.Brio, además de revelarles la ubicación de Brío y Crunch gracias a su proyecto. Con esta información, Crash y Aku Aku parten de nuevo al Reino de los Ratarambanos. Allí sin embargo, son informados por uno de los residentes que su hogar en la Isla Wumpa esta siendo atacado por mutantes, por lo que regresan ahí, solo para encontrar su hogar devastado e invadido por Púas y Tiradores. Luego se encuentran con el líder de los mutantes que han atacado el hogar de Crash; El Héroe Púas. Tras derrotarlo, Crash consigue una llave que les permite acceder al Depósito de Chatarra, donde se encuentran Crunch y N.Brio. Allí se encuentran con los Puerco Espines, mutante hecho de pringue y desechos tóxicos. Luego de rescatar a unos Puercoespines no influenciados por el NUV, Crash y Aku Aku se dirigen a la guarida de Brio, (que curiosamente es la cabeza de la estatua de N.Gin en Crash of the Titans) para detener sus planes. Allí se enfrentan a Crunch, aún bajo la influencia del NUV, y lo usan para vencer a Brio. Luego de esto, Crash logra desatar a Crunch del control del NUV, y Brio accidentalmente revela que él y Cortex poseen una fuente de mojo maligno con el que alimentan a los NUVs, así que Aku Aku deduce que su hermano Uka Uka es la fuente, por lo que deciden ir al Monte Grimly, que es donde está preso, a rescatarlo. 
Al llegar se encuentran con Batalladores, murciélagos mutantes, y con Linternos, pequeños esbirros morados que sirven a Cortex. Al adentrarse más al Monte se encuentran con los Grimlies, una especie de mutante desconocido con apariencia de fantasma con habilidades del tiempo. Más adelante por fin acceden a la sala donde Uka Uka está siendo ordeñado para extraerle su mojo maligno. Ahí, sin embargo, se encuentran con el Ascoctopodo, quién está vigilando a Uka Uka, por lo que lo dominan y usan su poder para destruir los dispositivos que tenían preso a Uka. Una vez liberado, Uka Uka les informa a Crash y Aku Aku sobre la traición de Cortex, y les propone algo: Ayudarlo en su venganza contra Cortex para derrotarlo y destruir sus NUVs. Para hacerlo, Uka Uka les dice que recuperen sus huesos vudú de su máscara, que han sido robados y dados a los mutantes más despiadados de la isla, para recuperar su poder y así poder llevar a Crash y Aku Aku a la guarida de Cortex. Cuando Crash se dirige a buscarlos, se topa con los Apestosos, quienes ahora son la fuerza elite de Cortex, y los Manotazos, robots pequeños en guantes. Tras recuperar sus huesos, Uka Uka transporta a Crash y Aku Aku a la Cabeza Espacial, la base de operaciones de Cortex.
Allí, tras superar varias pruebas, logran acceder a la ubicación de Cortex para enfrentarlo. El doctor, sin embargo, tenía un truco bajo la manga. Bebe una de las pócimas de mutágeno de N.Brio, y se convierte en un mutante, para aniquilar a Crash de una vez por todas. Crash, con la ayuda del Grimly, lo derrota y lo domina, y finalmente lo vence. Cortex, molesto por haber perdido contra Crash otra vez, hace un berrinche que accidentalmente termina dañando la estación, provocando que esta se dirija en curso de colisión contra la tierra. Cortex logra escapar junto a un Linterno en una cápsula, pero Crash y Aku Aku se quedan en la nave cuando esta choca, y aun así sobreviven. Luego de la derrota de Cortex, se reencuentran con Coco y Crunch, y así los Bandicoots logran alcanzar una vida pacífica una vez más, libres ahora de los planes del Dr. Cortex y de su dispositivo NUV. Así, la historia termina.

## Modo de juego
Similar al anterior juego de Crash, tendrás que dominar a mutantes, algunos de ellos son nuevos que no llegaron a aparecer en Crash of the Titans. Una nueva característica en el juego son sus escenas con animaciones de dibujos animados, cada uno con una animación diferente, en la cual la mayoría de las escenas animadas son parodias de populares series animadas de televisión, tales como Dragon Ball, Los Simpson, entre otras. Otro modo en el juego es la habilidad de esquiva ataques de los titanes cuando esperemos la señal, también se agregó la habilidad de guardar titanes en el bolsillos para poder usarlos cuando los necesitamos, pero esto no funciona con los titanes de mayor tamaño (como el escorpogorila y el yocktopus), ahora los titanes pueden saltar y escalar, y ahora se agregó nuevos tipos de mojos con colores distintos, mojo rosa, mojo amarillo, mojo verde (este último en un modo contrarreloj), la hermana de Crash estará disponible para ser jugable por el segundo jugador una vez que la liberemos, solo en las versiones de Xbox 360 y Wii,en PlayStation 2 y PSP Coco es reemplazada por una versión beige de Crash.

## Mundos
- Isla Wumpa (Wumpa Island).
- Reino Ratarámbano (Ratcicle Kingdom).
- Prisión de Hielo (Ice Prison).
- La Escuela Malvada (The Evil School).
- El Páramo (Wasteland).
- Basurero de Babacerdos  (Junkyard Trash).
- Monte Grimly (Grimly Mount).
- La Base Espacial (Space Head).

## Personajes

### Crash
Es el protagonista del juego. Es el único que no fue poseído por el NV gracias a que es a prueba del control mental. Crash, junto a su amigo Aku Aku, harán lo posible por detener los malvados planes del Dr. N. Cortex y N. Brio y destruir los NV. Crash puede dar puñetazos, patadas y combos recargables para derrotar y dominar a los mutantes. Crash también puede conseguir Mojo para mejorar sus habilidades de combate.  Crash también será ayudado por su hermana Coco una vez que la libere del control del NV (solo en la versión de Xbox 360 y Wii).

### Minions
Ejército de criaturas pequeñas programadas por Cortex y Nitrus Brio para detener a Crash, son casi del mismo tamaño de Crash, sus ataques no infringen mucho daño, por eso, aparecen en grupo. Son los primeros enemigos en aparecer en la historia. Estos son el Ratecnico, Chica Mala, Mono Maldito, Linterno y Manotazo.

### N-Gin
Es la ex mano derecha de Neo Cortex después de que este último le dejó por lo sucedido en Crash of the titans y es remplazado por Nitrus Brio y a causa de eso, se vuelve del todo un demente, pensando que cuando Neo Cortex triunfe, él será recompensado y será el rey de la Isla Wumpa. Solo tiene una aparición menor en este juego desde que Crash y Aku-Aku le exilian de la Isla Wumpa.

### Rataranbano
Es el primer mutante que domas. Especie de rata con poderes de hielo-congelación, su ataque normal es dar golpes con sus garras, su ataque de bloqueo es un estornudo congelante que puede congelar el agua, su ataque rompebloqueo también es un golpe con la garra y su ataque especial lanza hielo que congela a los enemigos, resistente a ataques enemigos, puede surfear en aguas profundas. Aparece por primera vez en la Isla Wumpa.

### Coco
Es la hermana menor de Crash bandicoot (aunque su aspecto en este juego la hace ver como la hermana mayor). Es el primer jefe: no es un titán así, que no se puede domar, su único ataque es lanzar pelotas de basquetball en llamas por medio de una máquina, es muy fácil de vencer. Es Coco Bandicoot en su versión de mutante gracias al NV. Al completar la tercera misión, podrás desbloquearla para jugar como el segundo jugador (Sólo en la versión de Xbox 360 y Nintendo Wii).

### Magmadon
Es el segundo mutante que se doma. Es una tortuga de roca magmática que tiene poderes de fuego, sus ataques son fuertes pero lentos, su ataque normal es golpear al suelo con su puño de roca (con fuego encendido), su ataque de bloqueo es empezar a girar como un disco (se lo puede controlar parcialmente oprimiendo el botón de ataque hasta que la flecha roja apunte en la dirección deseada), y su ataque especial es pisar el suelo y hacer que surjan montículos de lava. En otras palabras, es un titán muy fuerte, pero a la vez lento. Aparece por primera vez en la prisión de hielo.

### T.K
Es el tercer mutante que se doma. Parece un titán débil, pero no lo es, es un embrión de pollo en un cuerpo en forma de esfera de cristal. Parece inofensivo, pero es un pollo telequinético, su cuerpo está lleno de electricidad, su ataque de salto es lanzar electricidad, su rompebloqueo es hacer una explosión eléctrica, y su ataque especial es levantar y lanzar enemigos solo con su mente (si estás controlando un titán el te lo puede quitar lanzándolo por el aire) es un titán poderoso, es el primer mutante "lanza-proyectiles". (su nombre está en clave Telequinesis). 
Aparece por primera vez en la prisión de hielo.

### Scorporila
Es el cuarto mutante que se doma. Es el primer titán de pesos pesados, es una gorila con cola de escorpión. Es el único titán hembra. Su ataque normal es dar golpes con sus enormes manos, su rompebloqueo es dar un golpe poderoso con su cola de escorpión, y su ataque especial es dar un golpe al suelo que daña una gran área. Al caminar tiembla el suelo. Es uno de los titanes en los que Crash no infrige ningún daño. Aparece por primera vez en las ruinas entre la lsla Wumpa y Tierra Vestida

### Rinorodante
Es el quinto mutante que se doma en el juego. Mezcla de rinoceronte y armadillo: solo se puede controlar rodando, su ataque normal es dar una pequeña explosión al suelo, su rompebloqueo es dar un impulso que hace que vaya más rápido, y su ataque especial es que se quema en su cuerpo y al tocar a sus enemigos, les hace mucho daño. Aparece por primera vez en Tierra Vástida. Aparece en un vídeo derrotando un Scorporila.

### Púas
Es el sexto mutante que se doma. Especie de puercoespín evolucionado de tamaño medio y muy feroz, su ataque normal es parecido al del Rataranbano , pero más lento. Su ataque de bloqueo es hacer que salgan púas retráctiles de su cuerpo, y su ataque especial hace que salgan púas del suelo, dañando a sus rivales. Es muy fácil de dominar y Crash lo puede dominar fácilmente. Aparece por primera vez en Tierra Vástida.

### el Tirador
Es acerca del segundo mutante lanza-proyectiles. Esta hiena con plumaje lindo y peligroso (La vista engaña) en su lomo, podría causarles mucho daño a sus rivales con sus plumas afiladas. Su ataque normal es disparar plumas afiladas de su plumaje, su ataque rompe bloqueo es dar un golpe con sus poderosas garras su ataque de defensa es de un giro lanzando 3 de sus plumas, y su ataque especial es disparar varios proyectiles de los que se puede controlar la dirección y cuando acabar con la ráfaga, si queda energía. Es el más rápido y fácil de dominar. Aparece por primera vez en la Isla Wumpa en la misión "Defend Wumpa"

### Sludge
Es el octavo mutante que domas. Una bestia repugnante, asquerosa y flexible, que puede pasar por partes estrechas, su ataque normal es dar golpes con sus manos, su protección es un ataque sorpresa, y su ataque especial es vomitar desperdicios tóxicos. Puede ser una mezcla entre un cerdo y una babosa. Aunque en su enciclopedia del juego al español su nombre es: Puerco espín. Es el único titán resistente a líquidos tóxicos. Es muy difícil de dominar porque Crash le hiere y se protege al atacarle. Aparece por primera vez en Chatarrería

### Crunch
Segundo jefe del juego: a diferencia de Coco, éste se puede domar. También es una versión mutante como Coco, su ataque normal es disparar misiles de su brazo y su rompe bloqueo es dar un golpe con su brazo: así como Coco y el mismo Neo Cortex, solo aparece en un nivel, es el único sin un ataque especial. Al vencerle y también a Nitrus Brio, lo puedes encontrar en la cancha del Doominator, donde te retará a un minijuego.

### El Batallador
Es el noveno mutante que se doma. Es un murciélago de viento, su primer ataque es su ala cuchilla, el segundo es elevarse y golpear desde arriba, y su poder especial es hacer pequeños remolinos o tornados de viento. Es difícil de dominar. Aparece por primera vez allí (en el Monte Grimly)

### Grimly
Es el décimo mutante que domas. El mutante con los ataques más rápidos de todos: es una especie de fantasma, vive el Monte Grimly, odian la luz, su ataque normal es dar varias series de golpes infinitos, su romplebloques es cargar un golpe, y luego dar un puñetazo (estilo Rayman), y su ataque especial es ralentizar el tiempo, lo que le permite atacar y dañar a sus rivales. Aparece por primera vez en Monte Grimly.

### Ascoctopodo
Es el undécimo mutante que domas en el juego. Segundo tipo de titanes pesados; es una enorme mezcla de animales: es un mamífero, una espalda de pez, un brazo de pulpo, un brazo metálico, cuernos de toro, y una espalda mecánica con una gaita hipnótica, su ataque normal es dar golpes con su brazo tentacular, su rompebloques es tocar su música hipnotizadora que toca con una gaita que detiene a los enemigos, y su ataque especial es el uso de su rayo de mojos ubicado en su otro brazo que daña una gran zona. Aparece por primera vez en Monte Grimly. Además, fue el primer jefe en Crash of the Titans.

### El apestoso
Es el duodécimo mutante que se doma. Especie de buitre con cuerpo de zorrillo en un traje espacial con casco, tercer y último titán de misileras; aparece al mismo tiempo que los manotazos. Su ataque normal es disparar bombas fétidas con su pistola lanza 7 bombas fétidas y luego recarga, su rompebloqueos es dar cabezazos, y su ataque especial es la liberación de un gas letal de su trasero. Aparece por primera vez en Monte Grimly.

### Dr. Neo Cortex
Cortex engaña a la familia de Crash exigiendoles comprar el equipo de NV para realizar "múltiples tareas" a través de un atrevido comercial llamado "N Faux Mercial" sin embargo no tomo en cuenta que Crash es aprueba de Control mental y el NUV no funcionó en él. Para intentar matar a Crash, en el final, usa una posión química de su amigo Nitrus Brio para mutarse, lo logra, pero al parecer parodiando a Hulk; es el tercer y último mutante más pesado, su ataque normal es dar golpes al suelo, su ataque de salto automático es dar un golpe de panza, y su ataque especial es girar y dañar a los enemigos, fue la última trama del juego y el mutante más "fuerte" del juego.

### Anubis Malo (solo en la versión de Nintendo DS)
Serpiente momia que ataca con rasguños (que más por cada evolución) y su ataque potente es un aplastamiento con sus manos; sus ataques están relacionados con la arena y es el único que no se hunde en la arena movediza, tiene un contraataque y es el más rápido de todos.

## Héroes
Los héroes son líderes de su especie, sus poderes especiales pueden durar más tiempo, por ejemplo, el líder Grimly, su poder de ralentizar el tiempo tiene mayor duración. También son un poco más grandes que los mutantes normales y cada uno posee una "armadura" y también tienen colores diferentes. Tres de ellos son obligatorios de vencer, ya que ellos tienen los huesos de Uka-Uka. Cortex los contrató para que tuvieran los huesos vudú de Uka-Uka y este último le pide a Crash que se los recupere derrotando a los Héroes. 

### Héroe Rataranbano
- Es un Rataranbano blanco, padre de un chico rataranbano . Su poder de congelamiento tiene más extensión.

Tiene armadura y picos en la cabeza. Se encuentra a la par de la estatua de los ratanbano en su reino. Protegido por un scorporila y 3 Rataranbano

### Líder púas
Es un púas gris y rojo. Su poder especial, contiene más espinas. (En PS2 es igual al normal solo que negro). 
Se encuentra donde haces la misión "Defend Wumpa" acompañado de 3 Púas.

### Líder Grimly
Es un Grimly con una capa roja y brazos como cortados, su poder ralentizar el tiempo dura más. Seguro creerás que está en el Monte Grimly pero no, está en la Isla Wumpa. Acompañado de 3 Grimlys y 2 tiradores.

### Líder tirador
Es un tirador manchado y con un ojo semi-tuerto. Su poder especial dura menos que el de un tirador normal. Pero sabe bien como controlar sus plumas y ataques. Es rojo con las plumas de su lomo azules. Está a la derecha de donde está la mamá rinorodante.A punto de comerse uno de los roller llamado Cub.

### Héroe Magmadon
Tiene un yelmo tipo espartano. Su poder de pisar el suelo tiene más expansión. Tiene una clase de picos en los hombros y en los brazos. Está en la prisión de hielo acompañado de 2 Magmadon.

### Héroe Sludge
Es un Sludge con una goma neumática en su cuello por collar y tiene una armadura de basura. Su poder especial de vomito de desechos tóxicos dura más tiempo. Está en la parte en donde peleas con crunch. Se encuentra amenazando a otro sludge llamado Salesman.

## Neo Ultimate Visión (NUV)
Abreviado NUV, es un casco de control mental que puede transformar a cualquiera que se lo ponga en un mutante. Si un mutante se pone el NUV se volverá más fuerte y aumentarán sus poderes. Los animales que no están mutados se transforman instantáneamente en mutantes (como el Rayo evolutivo), sin embargo, los animales que están mutados antropomórficamente (como Crash, Coco y Crunch) tardan un rato más en transformarse en mutantes.
Aparentemente, el NUV no funciona con los seres humanos, ya que, en el comercial, Cortex y Brio se pusieron el NUV y no se transformaron en Mutantes. Sin embargo, después de Liberar a Coco y ella revisa el Blog de Cortex, nos enteramos de que Cortex modificó el NUV con el Mojo malvado de Uka Uka, haciéndolo mucho más poderoso y posiblemente haciéndole efecto a los humanos.
Algo curioso y al mismo tiempo irónico, es que a pesar de que el anunció de Cortex sobre el NUV era falso. El NUV parecía que sí tenía la característica de enviar mensajes y consultar archivos y hacer llamadas telefónicas (ya que Coco le envió un mensaje a Crunch y este le respondió), es posible que Cortex le haya agregado estas características al NUV para que el anunció no se viera falso y que para que se los tengan puestos, hasta que el NUV haga efecto.

## Recepción
Las críticas de "Crash: Mind over Mutant" para PlayStation 2 y Wii variaron de promedio a positivas. Dakota Grabowski de GameZone consideró el juego "ligeramente mejor" que Crash of the Titans, destacando mejoras en los controles, la jugabilidad y la historia de su predecesor, pero lamentó que "la cámara casi arruina todo el paquete". Louis Bedigian de GameZone declaró que el grupo demográfico joven de la serie  Crash Bandicoot  "puede molestarse con la cámara y/o los objetivos repetitivos, pero se divertirá con el mejor juego de Crash desarrollado en mucho tiempo, y uno de los mejores clones de Mario lanzados para Nintendo Wii". Mientras tanto, Neal Ronaghan de Nintendo World Report sintió que "la historia encantadora y el humor genuino" del juego fueron "eclipsados por la jugabilidad superficial".
Las críticas para la versión para Xbox 360 de "Crash: Mind over Mutant" fueron menos favorables. Christopher Ewen de GameZone elogió la transición de la serie a un entorno de juego de itinerancia libre, pero sintió que el juego era demasiado fácil. Matt Casamassina de IGN encontró que el juego era "exactamente como su predecesor: un juego de beat 'em up levemente agradable que seguramente satisfará a los jugadores más jóvenes, pero no proporcionará mucho que los jugadores experimentados no hayan experimentado antes". Andy Eddy de TeamXbox elogió la fuerte actuación de voz del juego, pero señaló la jugabilidad poco inspirada, que "no fue muy consistente en su generación divertida". Justin Calvert de GameSpot afirmó que el juego "tiene demasiados retrocesos y demasiados problemas con la cámara para que sea recomendable". "Official Xbox Magazine" concluyó que "hay muy poco acerca de Mind over Mutant que hace que valga la pena sus 50 dólares o las cuatro horas que se necesitan para completar". Dan Pearson de "Eurogamer" criticó la cámara fija del juego, el extenso retroceso, el registro de misiones inútil y los conceptos anticuados. Andrew Reiner de Game Informer proclamó que las velocidades de fotogramas impredecibles, el extenso retroceso y la garantía de una muerte causada por el posicionamiento defectuoso de la cámara para cada segmento de plataformas lo convirtieron en un desastre y un nuevo punto bajo para el marsupial que alguna vez fue amado".
La versión para Nintendo DS del juego recibió críticas en su mayoría negativas en comparación con las versiones de consola. Mike David de GameZone denunció el juego como el "primer título de Crash realmente decepcionante", mientras que Neal Ronaghan de Nintendo World Report consideró que el juego "deja mucho que desear en términos de profundidad y diseño de niveles". Craig Harris de IGN bautizó cariñosamente la versión de Nintendo DS como un "beat 'em up aburrido, monótono y sin inspiración, sin nada de lo que hizo que el juego del año pasado fuera tan bueno para DS".